# Magdalena Bogdziewicz
Magdalena Bogdziewicz (ur. 17 listopada 1975) – polska urzędniczka państwowa i dyplomatka, w latach 2018–2023 ambasador RP w Singapurze.

## Życiorys
Absolwentka filologii niderlandzkiej oraz podyplomowego studium dziennikarstwa i zarządzania informacją na Uniwersytecie Wrocławskim. W Ministerstwie Spraw Zagranicznych pracę rozpoczęła w 1999, bezpośrednio po studiach. Po aplikacji dyplomatyczno-konsularnej odbyła staż w ambasadzie RP w Hadze oraz w stałym przedstawicielstwie RP w Brukseli. W latach 2001–2004 pracowała w Departamencie Europy Zachodniej jako referent ds. stosunków z krajami Beneluksu. W latach 2004–2008 pracowała na stanowisku II, a następnie I sekretarza w wydziale politycznym ambasady RP w Waszyngtonie. Następnie w Wydziale ds. Rozwoju Instytucjonalnego Departamentu Polityki Europejskiej. W latach 2010–2015, jako kierowniczka wydziału polityczno-ekonomicznego ambasady w Bukareszcie, pełniła funkcję charge d’affaires a.i., sprawując jednocześnie nadzór nad wydziałem promocji handlu i inwestycji oraz instytutem polskim i ataszatem wojskowym. Od 2015 do 2018 pracowała w Biurze Dyrektora Generalnego MSZ, początkowo jako zastępczyni dyrektora, od kwietnia 2017 jako dyrektorka, a przez kilka tygodni jako p.o. Dyrektora Generalnego SZ. Była zaangażowana w proces tworzenia ustaw o Polskiej Agencji Inwestycji i Handlu oraz likwidacji wydziałów promocji handlu i inwestycji. 2 lipca 2018 otrzymała od Prezydenta RP listy uwierzytelniające, zostając tym samym ambasador RP w Singapurze. Listy złożyła na ręce prezydentki Singapuru Halimah Yacob 24 sierpnia 2018. Zakończyła kadencję 18 sierpnia 2023. W grudniu 2023 została w MSZ dyrektorką Biura ds. Przewodnictwa Polski w Radzie Unii Europejskiej.
Od 2002 jest urzędniczką służby cywilnej. Zna języki: angielski, niemiecki i niderlandzki oraz, w stopniu komunikatywnym, rumuński i francuski. Z mężem Pawłem Bogdziewiczem mają trójkę dzieci.